# بولشوی لیپ
بولشوی لیپ (انگلیسی: Bolshoy Lip) یک رودخانه در استان سوردلوفسک کشور روسیه است.